# Kallmerode
Kallmerode è una frazione della città tedesca di Leinefelde-Worbis.

## Storia
Il 1º gennaio 2019 il comune di Kallmerode venne aggregato alla città di Leinefelde-Worbis.